# Мрокув (Ґарволінський повіт)
Мрокув (пол. Mroków) — село в Польщі, у гміні Троянув Ґарволінського повіту Мазовецького воєводства.
Населення — 295 осіб (2011).
У 1975-1998 роках село належало до Седлецького воєводства.

## Демографія
Демографічна структура станом на 31 березня 2011 року:
|          | Загалом | Допрацездатний вік | Працездатний вік | Постпрацездатний вік |
| -------- | ------- | ------------------ | ---------------- | -------------------- |
| Чоловіки | 149     | 32                 | 89               | 28                   |
| Жінки    | 146     | 34                 | 70               | 42                   |
| Разом    | 295     | 66                 | 159              | 70                   |